# Les Loges-sur-Brécey

Les Loges-sur-Brécey este o comună în departamentul Manche, Franța. În 2009 avea o populație de 153 de locuitori.